# Българско орнитологично дружество
Българското орнитологично дружество (БОД) е сдружение с нестопанска цел. Дружеството е създадено на 27 ноември 1995 г.
Предмет на дейност: извършва всякакви дейности в областта на орнитологията. Предметът на стопанската дейност е: издаване на орнитологични научни и популярни публикации и артикули във връзка с опазването и изучаването на птиците – изготвяне и продажба. Дружеството има за цел: (1) да съдейства за развитието на орнитологичните изследвания в България; (2) да подпомага научноизследователската и природозащитната дейност и да защитава интересите на орнитолозите в България; (3) да популяризира значението на изследванията на птиците като важна неотменима част от изследванията на природните екосистеми и биоразнообразието на България и по света. Средства за постигане на целите са: провеждане на научни и научноприложни изследвания; организиране на научни форуми и теренни проучвания; изяви в средствата за масова информация; изготвяне при поискване от национални, чуждестранни и международни научни и държавни органи компетентни научни становища по различни въпроси на изследването, използването и опазването на птиците или на разрешаването на проблеми на взаимоотношенията между птиците и човека.
Членове на БОД могат да бъдат всички дееспособни физически лица, които: споделят идеите и целите на сдружението; приемат устава му; имат поне една орнитологична публикация в научно издание или една писмена препоръка от член на дружеството.
Емблемата на БОД представлява копие на графичното изображение на алпийска ушата чучулига (Eremophila alpestris) от съд от сграфито керамика от края на XIV век от Царевград Търнов – средновековната столица на Втората българска държава. Около него е изписан надпис: "БЪЛГАРСКО ОРНИТОЛОГИЧНО ДРУЖЕСТВО – 1995 – BULGARIAN ORNITHOLOGICAL SOCIETY".
БОД поддържа отношения на сътрудничество с всички държавни институции, научни учреждения и сродни неправителствени научни и природозащитни организации в страната, както и с такива в чужбина, които имат отношение към изследването и опазването на птиците.
Председател на БОД е Таню Мичев, секретар – Златозар Боев, а касиер – Боян Милчев.